# Flora i Ulisses
Flora i Ulisses (ang. Flora & Ulysses, 2021) – amerykański film komediowy w reżyserii Leny Khan, oparty na książce dla dzieci o tym samym tytule autorstwa Kate DiCamillo.
Oficjalna premiera filmu odbyła się 19 lutego 2019 roku w serwisie Disney+.

## Fabuła
Film opowiada o 10-letniej dziewczynce o imieniu Flora, która jest wielką fanką komiksów, jak i również samozdeklarowaną cyniczką, której rodzice są w separacji. Po ocaleniu wiewiórki, której dała na imię Ulisses, Flora jest zdumiona tym, że zwierzak posiada niezwykłe moce superbohatera, które ich zabiorą w przygodę, która zmieni życie Flory i jej światopogląd na zawsze.

## Obsada
- Matilda Lawler – Flora Buckman
  - Emma Oliver – 6-letnia Flora
- Alyson Hannigan – Phyllis Buckman
- Ben Schwartz – George Buckman
- Benjamin Evan Ainsworth – William Spiver
- Danny Pudi – Miller
- Darien Martin – Incandesto / Alfred T. Slipper
- Anna Deavere Smith – Dr. Meescham
- Bobby Moynihan – Stanlee
- John Kassir – Ulisses (odgłosy)
- Nancy Robertson – Tootie Tickham
- Janeane Garofalo – Marissa
- Kate Micucci – Rita
- Christine Lee – Dziennikarka
- Jesse Reid – Chad
- Javier Lacroix – Donald
- David Milchard – Kucharz
- Kyle Straut – Shobo
- Tori Katongo – The Mighty Condor

### Wersja polska
- Katarzyna Mogielnicka – Flora Buckman
- Lena Frankiewicz – Phyllis Buckman
- Marcin Hycnar – George Buckman
- Anna Ułas – Doktor Meescham
- Adam Strycharczuk – Miller
- Paweł Szymański – William Spiver
- Maciej Czerklański – Incandessto / Alfred T. Slipper
- Katarzyna Żak – Tootie Tickham
- Anna Gajewska – Marissa
- Julia Łukowiak – Rita
- Otar Saralidze – Chad
- Wojciech Chorąży – Pan Tickham
- Mateusz Narloch – Ron